# Ghana ai Giochi della XVIII Olimpiade
Il Ghana partecipò ai Giochi della XVIII Olimpiade, svoltisi a Tokyo dal 10 al 24 ottobre 1964, con una delegazione di 33 atleti impegnati in tre discipline: atletica leggera, calcio e pugilato.
Il bottino della squadra, alla sua terza partecipazione ai Giochi, fu di una medaglia di bronzo conquistata da Eddie Blay 
nel pugilato.

## Medagliere

### Per discipline
| Sport    | Oro | Argento | Bronzo | Totale |
| -------- | --- | ------- | ------ | ------ |
| Pugilato | 0   | 0       | 1      | 1      |
| Totale   | 0   | 0       | 1      | 1      |

### Medaglie
| Medaglia | Atleta     | Sport    | Evento            |
| -------- | ---------- | -------- | ----------------- |
| Bronzo   | Eddie Blay | Pugilato | Pesi superleggeri |